# Cylindromyia simplex
Cylindromyia simplex är en tvåvingeart som först beskrevs av Jacques-Marie-Frangile Bigot 1878.  Cylindromyia simplex ingår i släktet Cylindromyia och familjen parasitflugor. Inga underarter finns listade i Catalogue of Life.